# Friastelas

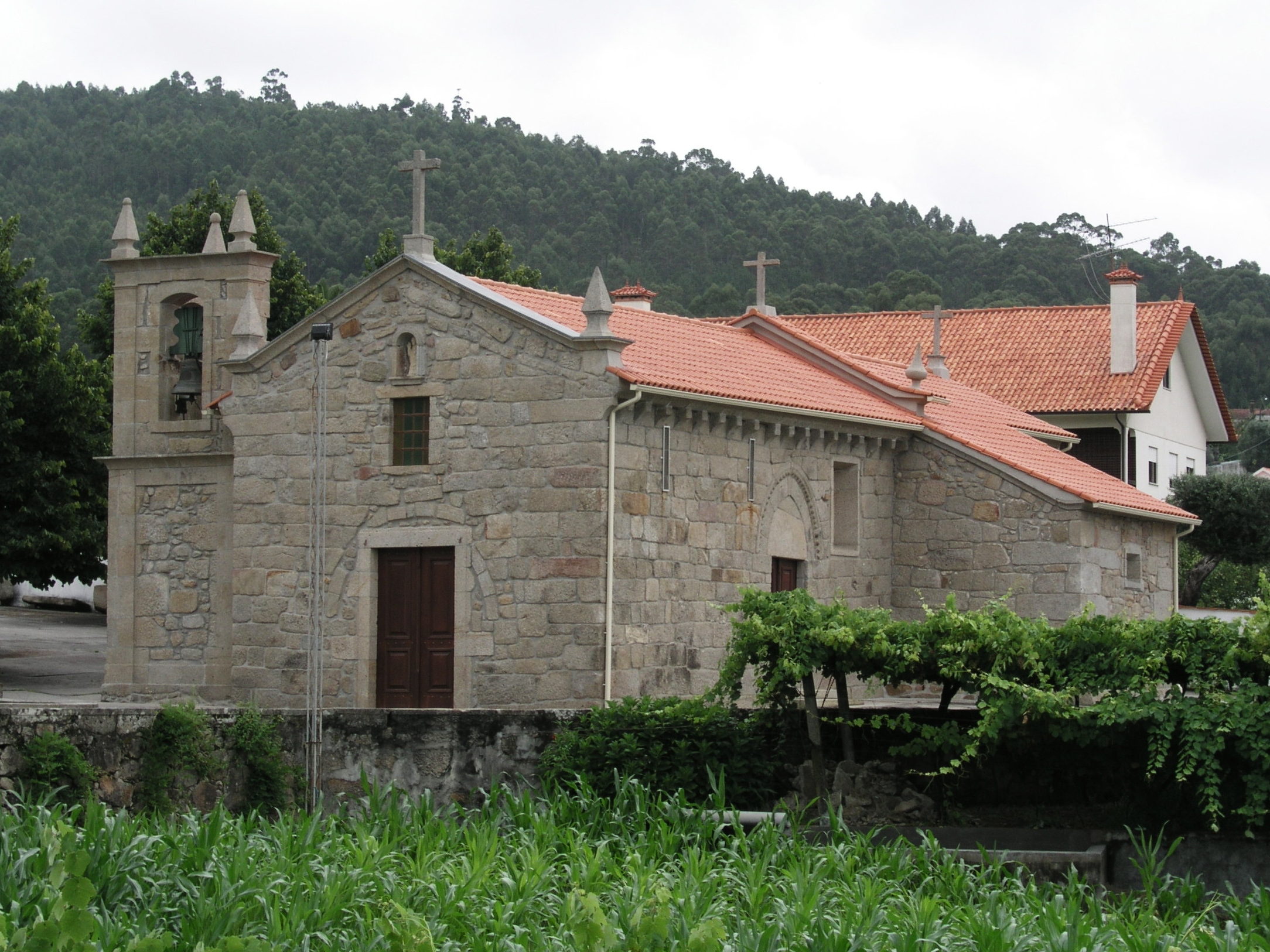
Kirche Sao Martinho

Friastelas ist eine Gemeinde (Freguesia) im nordportugiesischen Kreis Ponte de Lima der Unterregion Minho-Lima.
 In ihr leben 430 Einwohner (Stand 19. April 2021).

## Bauwerke
- Kirche São Martinho de Friastelas
- Kapelle Senhor da Saude